# Ramot Yissakhar
Ramot Yissakhar (hebreiska: רמות יששכר) är en platå i Israel.   Den ligger i distriktet Norra distriktet, i den nordöstra delen av landet.